# Landeleau
Landeleau is een gemeente in het Franse departement Finistère (regio Bretagne). De plaats maakt deel uit van het arrondissement Châteaulin. Landeleau telde op 1 januari 2022 982 inwoners.

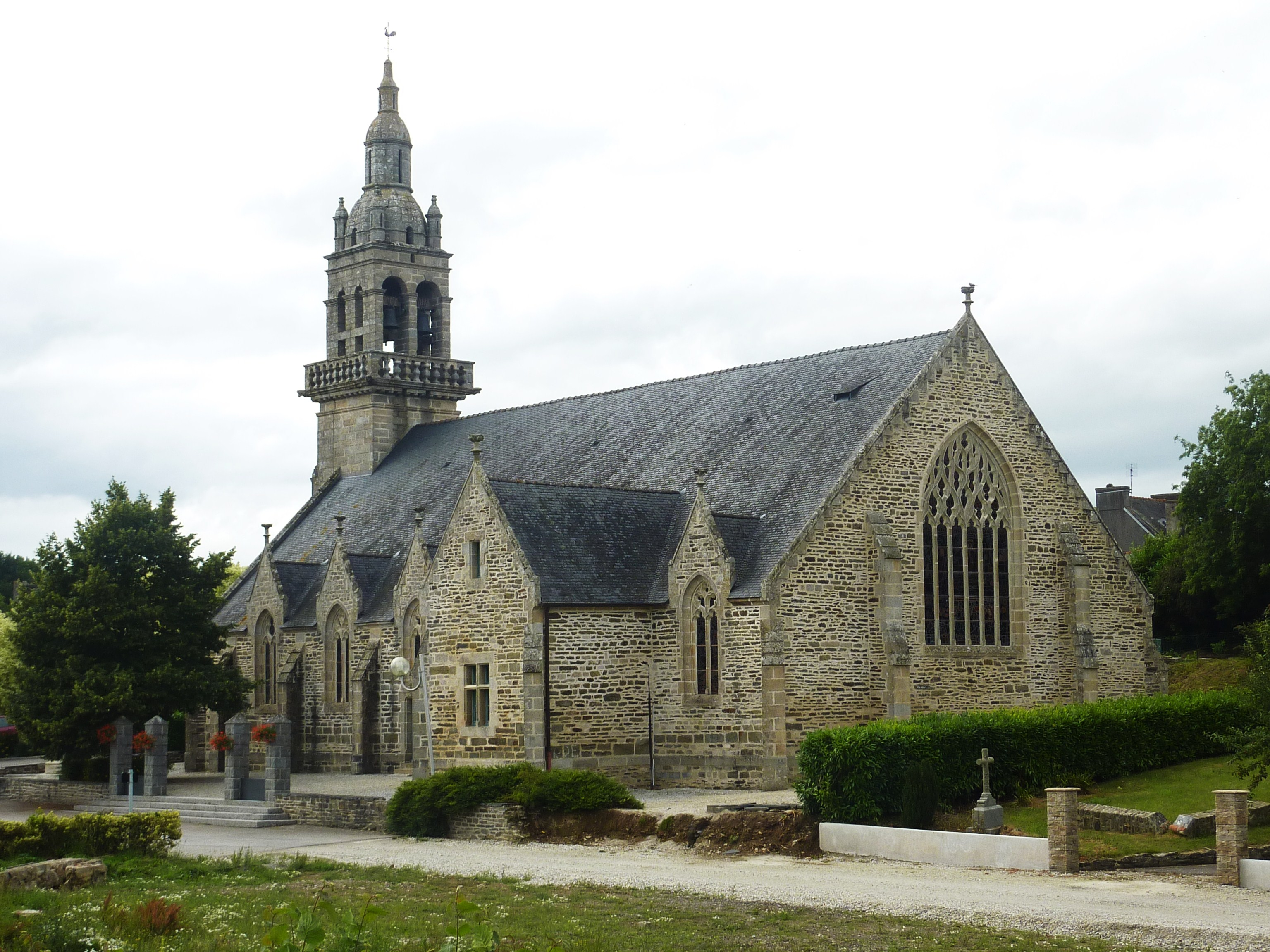
Parochiekerk van Landeleau
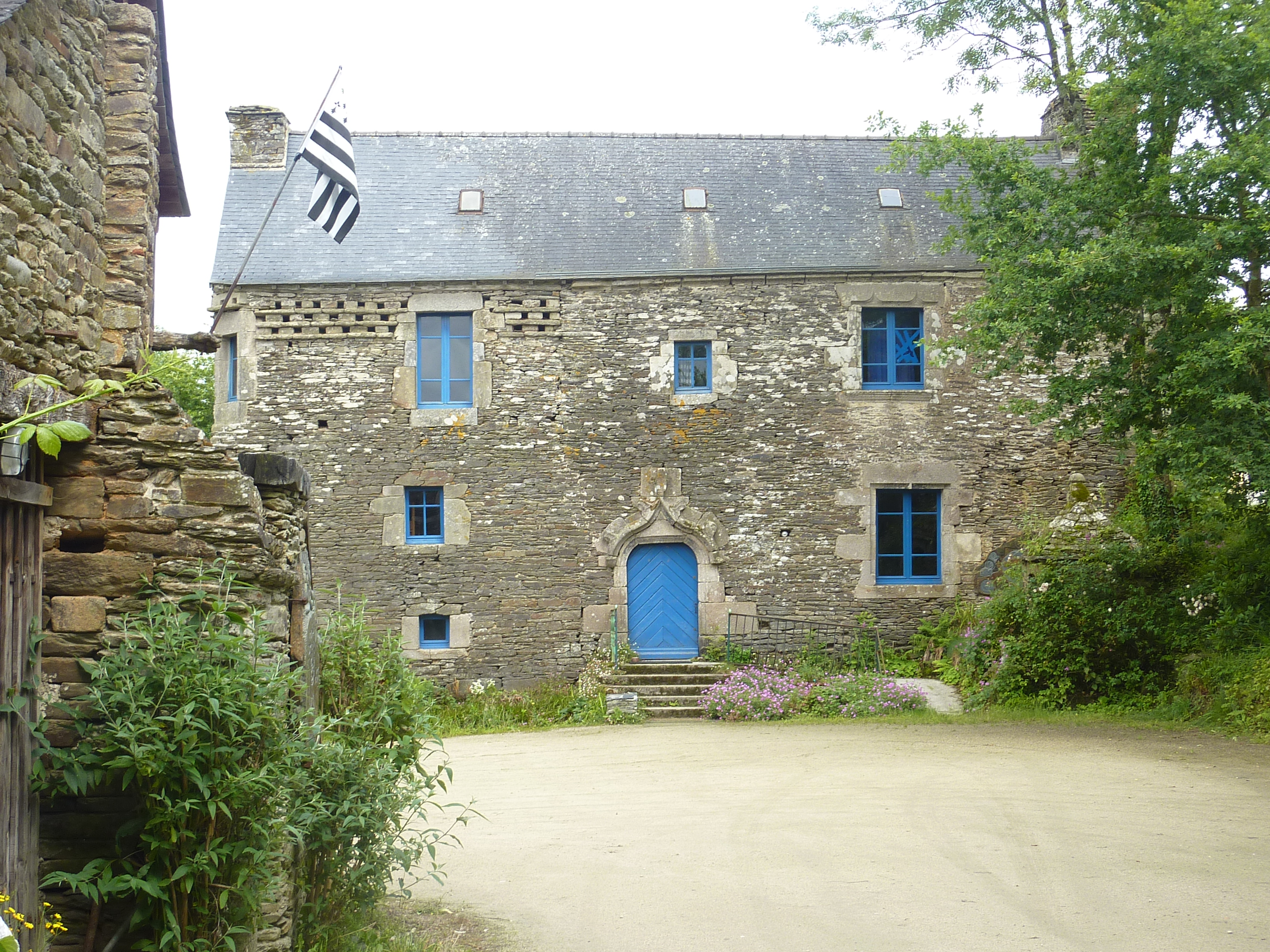
15e-eeuws huis

## Geografie
De oppervlakte van Landeleau bedroeg op 1 januari 2022 30,41 vierkante kilometer; de bevolkingsdichtheid was toen 32,3 inwoners per km².

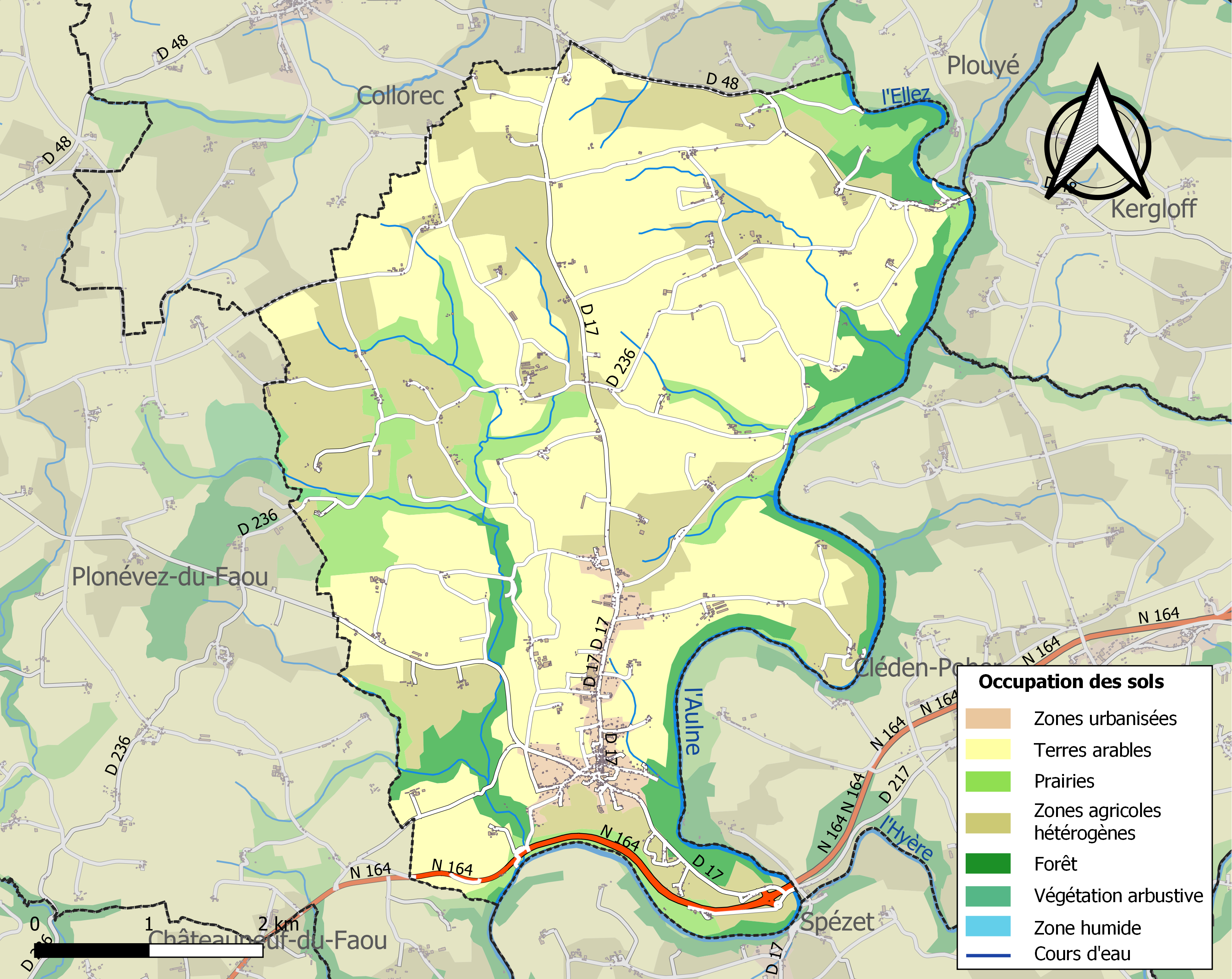
Kaart van de gemeente met belangrijkste infrastructuur, bodemgebruik en omliggende gemeenten

## Demografie
Onderstaande figuur toont het verloop van het inwonertal (bron: INSEE-tellingen).